# Synnomos egaria
Synnomos egaria là một loài bướm đêm trong họ Geometridae.